# Federación de Fútbol de Mongolia

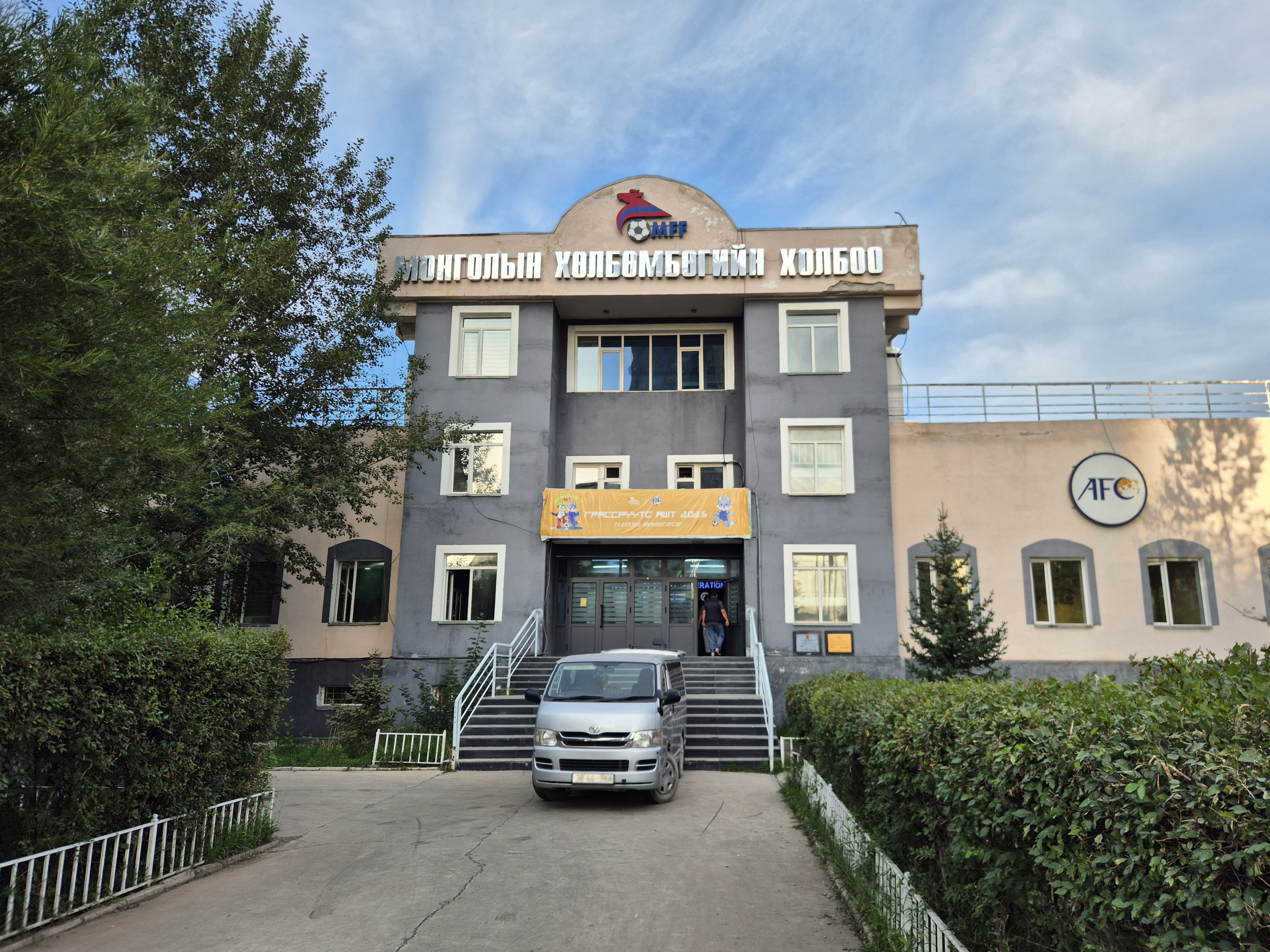
Federación de Fútbol de Mongolia

La Federación de Fútbol de Mongolia es el organismo rector del fútbol en Mongolia, con sede en Ulán Bator. Fue fundada en 1959 y desde 1998 es miembro de la FIFA y la AFC. Organiza el campeonato de Liga y de Copa de Mongolia, así como los partidos de la selección nacional en sus distintas categorías.